# آی‌سی‌جی‌اس سامرات
آی‌سی‌جی‌اس سامرات (به انگلیسی: ICGS Samrat) یک کشتی است که طول آن ۱۰۵ متر (۳۴۴ فوت) می‌باشد.